# Daniel Ferrer Cubillán
Daniel Ferrer Cubillán (Maracaibo, Zulia, Venezuela; 29 de mayo de 1987) es un periodista, escritor, productor y director de teatro y televisión venezolano, además de representante artístico y especialista en comercio electrónico y social. Actualmente se desempeña como director ejecutivo de la productora audiovisual Hispanomedios.

## Carrera
Daniel Ferrer se inició en el medio artístico en el 2002 como presentador en el programa "Jóvenes Estrellas" del canal regional Zuliano, Niños Cantores Televisión (actual Canal 11).
En 2003, participó como coanimador del espacio juvenil "Video Hits", unos de los programas más vistos de Televiza (Canal 7) en el Zulia, en donde posteriormente le seguiría la animación de otros programas como "Sin escape", seguido del show de farándula "El Cotilleo" como invitado especial. También participó en un reality show de La Tele Televisión llamado "Se busca fama",  que si bien fue grabado, nunca llegó a ser emitido por la cadena. 
Sus primeros pasos como actor fueron en la telenovela juvenil de Venevisión de 2005, Con toda el alma, interpretando a Camilo, el primo de Chester. En 2007 realiza la serie de 30 episodios, "Bésame tonta", que produjo RCTV con el nombre de Pura Pinta, donde también interpretó a Mauricio Sangronis, uno de los personajes principales. En el 2010 fue Coordinador de Talentos Internacionales de Venevision Internacional.
En el 2011, funda la productora audiovisual y agencia de talentos, Hispanomedios, empresa dedicada a la representación de celebridades hispanas y la producción de proyectos audiovisuales en México, Miami (Estados Unidos), República Dominicana y Venezuela. Actualmente, actores como Gabriela Spanic, Alicia Machado, Maria Conchita Alonso, Laura Zapata, Jorge Aravena, Fernando Carrillo, Sergio Sendel, Norkys Batista, Verónica Montes, Ninel Conde, Mimi Lazo, Luciano D' Alessandro son parte de los talentos que representa la agencia.
En 2015, Ferrer estrena la obra teatral "Venezolanos Desesperados", una de las piezas más exitosa en país de la década, al lograr alrededor de 500 funciones, y reunir acerca de 1.000.000 de espectadores en una decena de países, hasta su final en 2018.
En junio de 2022, realiza el lanzamiento de su primer libro, "El Antimanager", una autobiografía de su carrera en el medio. En abril de 2023, Ferrer y Venevisión firman un acuerdo para la producción de un dramático, el cual marca además el retorno a este género del canal venezolano tras 6 años de pausa.

## Producción

### Televisión
| Año  | Programa          | Género          | Productora         | Cadena                    | País           | Nota                |
| ---- | ----------------- | --------------- | ------------------ | ------------------------- | -------------- | ------------------- |
| 2002 | Jóvenes Estrellas | Entretenimiento | -                  | Niños Cantores Televisión | Venezuela      | Animador            |
| 2003 | Video Hits        | Entretenimiento | -                  | Televiza                  | Venezuela      | Animador            |
| 2003 | Sin escape        | Entretenimiento | -                  | Televiza                  | Venezuela      | Animador            |
| 2003 | El Cotilleo       | Espectáculo     | -                  | Televiza                  | Venezuela      | Animador            |
| 2005 | Con toda el alma  | Telenovela      | Venevisión         | Venevisión                | Venezuela      | Actor               |
| 2007 | Pura pinta        | Telenovela      | RCTV Internacional | RCTV                      | Venezuela      | Creador. Actor      |
| 2008 | Telecorazón       | Teletón         | A&P Asesores       | -                         | Venezuela      | Asesor              |
| 2021 | Whats up Alicia   | Entrevista      | Hispanomedios      | Venevisión                | México         | Productor ejecutivo |
| 2022 | Divinísimas       | Talk show       | Hispanomedios      | Venevisión                | Estados Unidos | Productor ejecutivo |
| 2023 | Dramáticas        | Telenovela      | Hispanomedios      | Venevisión                | Venezuela      | Productor ejecutivo |
| 2024 | Malas mujeres     | Reality show    | Hispanomedios      | HispanoTV                 | Venezuela      | Productor ejecutivo |

### Teatro
| Año  | Obra                               | Género         | Rol       | País de origen |
| ---- | ---------------------------------- | -------------- | --------- | -------------- |
| 2022 | Yo si soy arrecha                  | Obra de Teatro | Productor | Estados Unidos |
| 2022 | El Juego de la Botellita           | Obra de Teatro | Productor | Venezuela      |
| 2018 | Amor eterno                        | Show musical   | Productor | Venezuela      |
| 2018 | Abrázame muy fuerte                | Show musical   | Productor | Venezuela      |
| 2018 | Despechados                        | Show musical   | Productor | Venezuela      |
| 2018 | La Inmigrante                      | Obra de Teatro | Productor | Venezuela      |
| 2017 | Disneizuela                        | Obra de Teatro | Productor | Venezuela      |
| 2016 | La Homofobia no es cosa de hombres | Obra de Teatro | Productor | Venezuela      |
| 2016 | El show de Norah                   | Obra de Teatro | Productor | Venezuela      |
| 2016 | Relatos Borrachos                  | Obra de Teatro | Productor | Venezuela      |
| 2016 | Crónicas Desquiciadas              | Obra de Teatro | Productor | Venezuela      |
| 2015 | Venezolanos Desesperados           | Obra de Teatro | Creador   | Venezuela      |
| 2015 | Pechos de Seda                     | Obra de Teatro | Productor | Venezuela      |
| 2013 | Tres                               | Obra de Teatro | Productor | Venezuela      |
| 2012 | El confesionario de Sheryl         | Obra de Teatro | Productor | Venezuela      |
| 2012 | Divinas                            | Obra de Teatro | Productor | Venezuela      |

## Reconocimientos
Daniel Ferrer ha participado en la Cumbre Mundial de las Telenovelas en Colombia, Perú y Estados Unidos. Reconocido por haber ganado el premio de la Asociación de Crónicas del Espectáculo de Nueva York en el 2008 por ser el Autor de dramáticos para televisión más joven de habla hispana. 
- Mara de Oro de como Productor venezolano de mayor proyección (2018)
- Mara de Oro por "Venezolanos Desesperados" como Obra de teatro más exitosa (2018)
- Diario Panorama, reconocimiento como Venezolano destacado del año (2016)
- Latinoamericano de Oro como Productor de Espectáculos del año (2015)
- Asociación de Cronistas de Espectáculos de Nueva York con el Honor al Mérito – Actor & Autor de Dramáticos más joven de habla hispana (2008)
- Mara de Oro por Pura Pinta como Serie juvenil del año (2007)
- Mara de Oro como Escritor de dramáticos joven del año (2007)